# Mia Aegerter
Pour les articles homonymes, voir Aegerter.
 (juillet 2017).
Si vous disposez d'ouvrages ou d'articles de référence ou si vous connaissez des sites web de qualité traitant du thème abordé ici, merci de compléter l'article en donnant les références utiles à sa vérifiabilité et en les liant à la section « Notes et références ».
Mia Aegerter, née Myriam Aegerter le 9 octobre 1976 à Fribourg, est une chanteuse et une actrice suisse.

## Biographie
Myriam Aegerter a grandi dans une famille d'artistes, sa mère donnant des cours de guitare et son père étant batteur dans un groupe. Elle s'intéresse tôt à la musique, jouant de la guitare dans son enfance et écrivant ses propres chansons. Une fois sa maturité en poche, elle s'installe à Munich, ou elle étudie le théâtre, le chant et la danse dans une académie de musique.
En 1998, elle remporte un concours d'imitation dans le programme « Lass Dich überraschen » (présenté par Rudi Carrell) en imitant « Torn » de Natalie Imbruglia. Elle a aussi dansé dans un clip vidéo pour la chanson « Doubledecker » de Liquido.
Comme comédienne, elle a joué le rôle de Laura Moretti dans le film « À vos marques, prêts, Charlie ! », avec, entre autres, Melanie Winiger. Elle a joué aussi le rôle de Xenia Di Montalban dans une série télévisée pour le compte de RTL (Au rythme de la vie). Depuis 2004, elle est la présentatrice de l'émission Bravo TV sur ZDF.

## Discographie

### Singles
- U don't know how to love me (2003)
- Hie u jetzt / Right here right now (2003)
- So wie i bi (2004)
- Alive (2005)
- Meischterwärk (2006)
- Land in Sicht (2009)

### Albums
- 2004 : So wie i bi / The way I am
- 2006 : Vo Mänsche u Monschter / Of Humans And Monsters
- 2009 : Chopf oder Buuch
- 2017 : Nichts für Feigling[1]

## Filmographie

### Films
- 2003 : À vos marques, prêts, Charlie !
- 2005 : L'Amour à crédit
- 2007 : In Formatica
- 2009 : Hinter Kaifeck
- 2009 : Spaghetti für Zwei

### Series
- 2000-2003 : Au rythme de la vie (Gute Zeiten, schlechte Zeiten)
- 2005 : Leben auf Kredit
- 2007 : Marco Rima Show
- 2008 : 112 Unité d'urgence